# Dyakia hendersoniana
Lan vinh tử (danh pháp hai phần: Dyakia hendersoniana) là một loài thực vật có hoa trong họ Lan (Orchidaceae) và là loài đặc hữu của đảo Borneo. Loài này được (Rchb.f.) Christenson mô tả khoa học đầu tiên năm 1986.

## Hình ảnh

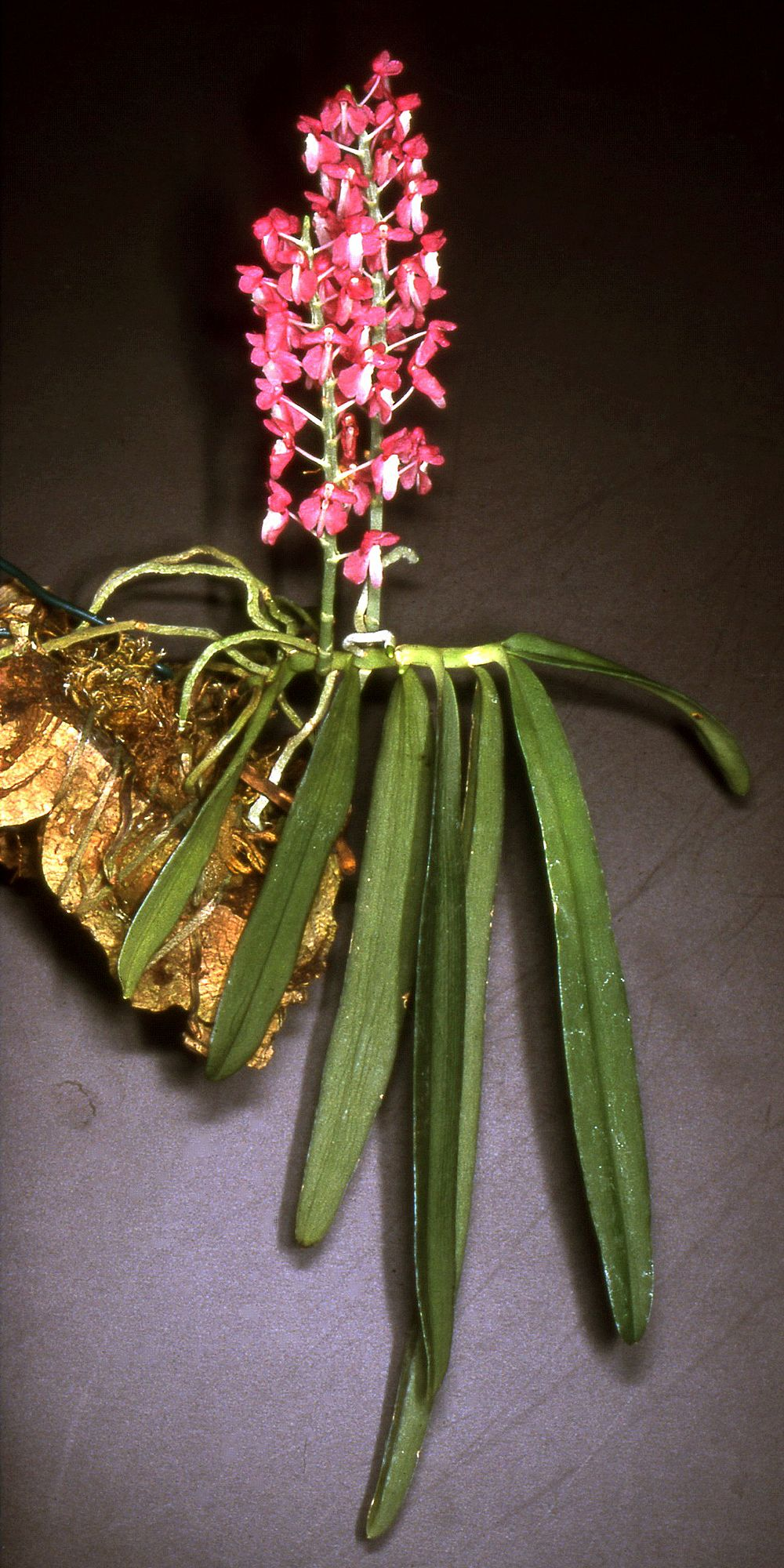
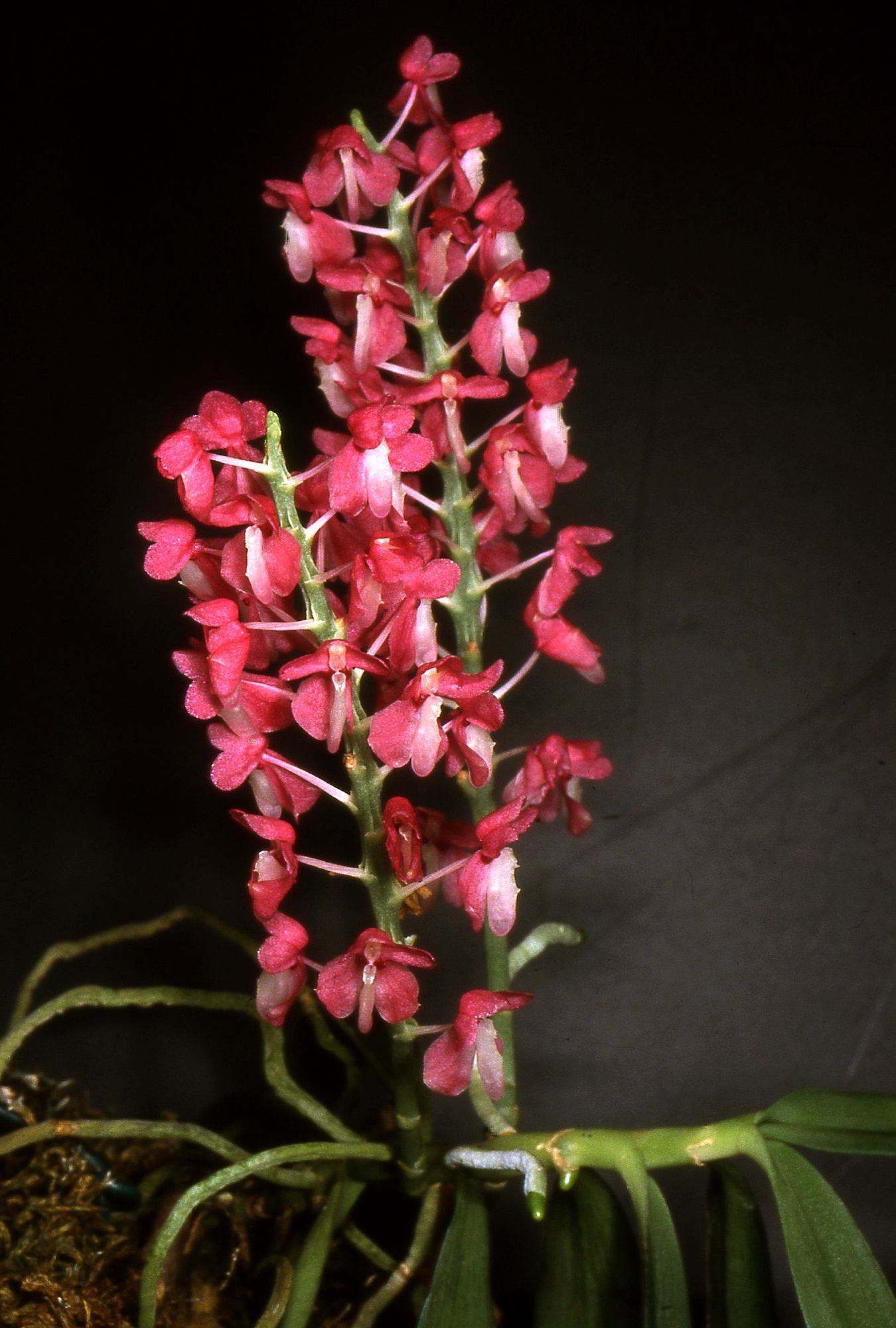
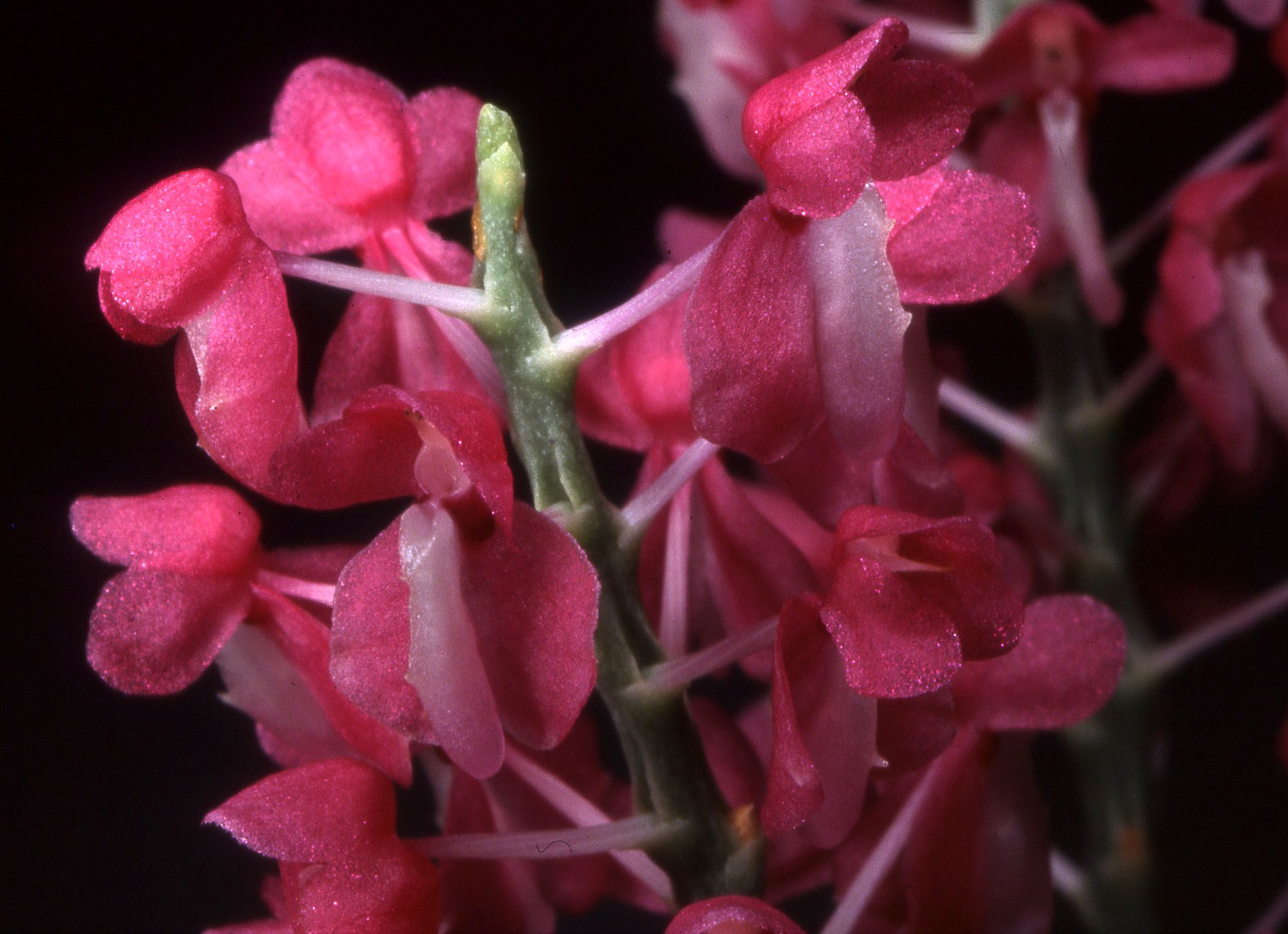
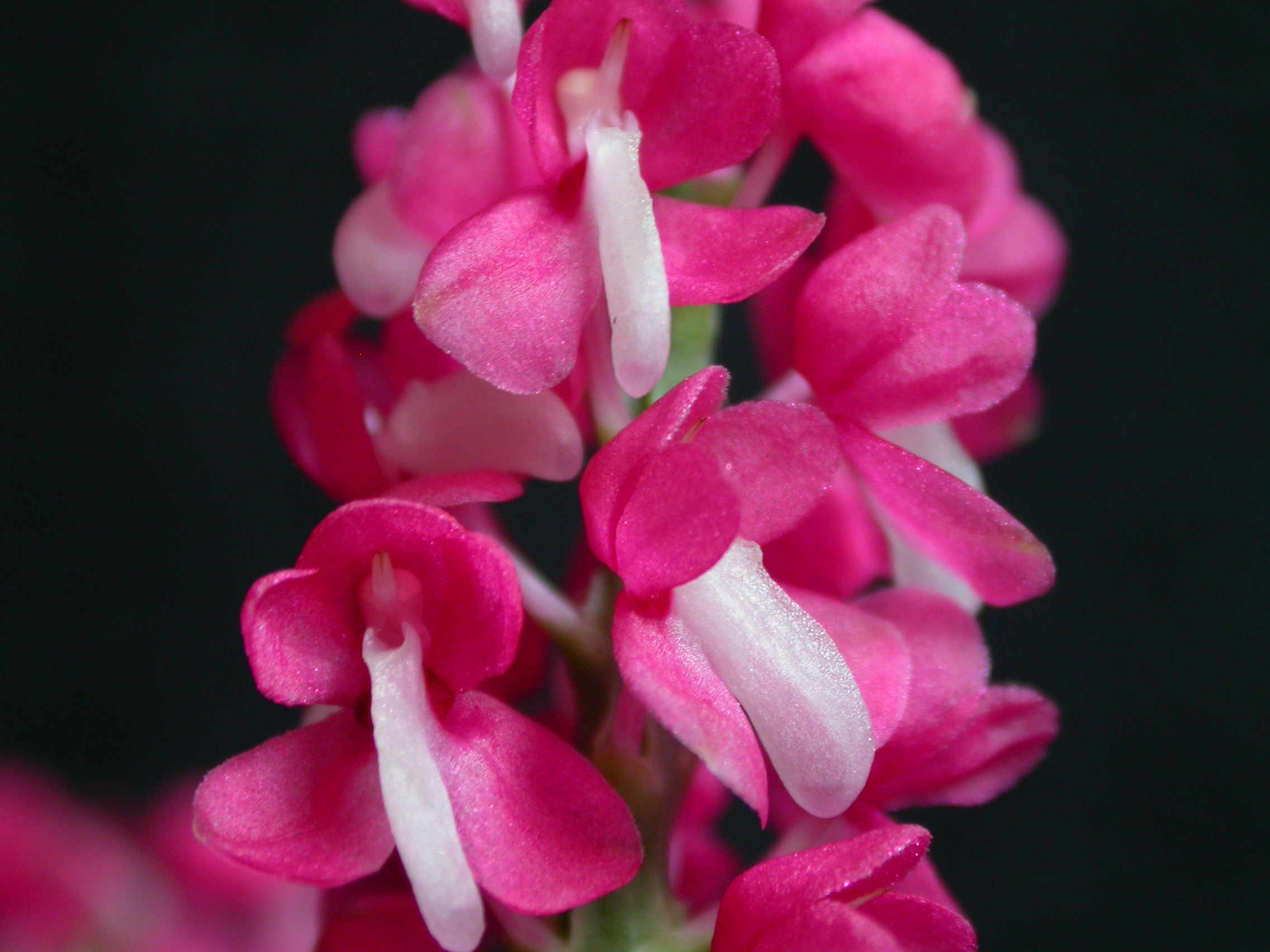